# Niemotowo
Niemotowo (kaszb. Niémôtowò) – spotykane także pod nazwą Niemotów, to niewielkie osiedle domów jednorodzinnych, położone w granicach Gdyni, należące do dzielnicy Chwarzno-Wiczlino. Jest najbardziej wysuniętą na północny zachód częścią większego osiedla noszącego nazwę Wiczlino Wybudowanie. Położone w bezpośrednim sąsiedztwie Trójmiejskiego Parku Krajobrazowego.
Miejscowość wzmiankowana już w XVII w. – razem z sąsiednimi: Dębową Górą i Brzozową Górą. Wszystkie trzy wchodziły w skład tzw. Chylońskich Pustek – osad położonych w otoczeniu ówczesnej wsi Chylonia. W granice Gdyni osadę włączono w 1973 roku.